# ララガーデン川口
ララガーデン川口（ララガーデンかわぐち、LaLa garden KAWAGUCHI）は、埼玉県川口市のショッピングセンター。三井ショッピングパーク ララガーデン川口として運営している。

## 概要
川口駅と戸田公園駅のほぼ中間に位置した川口金属工業（現：川金ホールディングス子会社）本社工場敷地の一部を利用し、同工場を解体後、SC建設を着工。2008年11月13日にグランドオープンした。
SC内部には南北方向約200mのメインモール沿いに店舗が配置され、吹き抜けを介して1、2階が一体となった完全なインモールタイプの商業施設である。3階およびは屋上は駐車場で1階の平面駐車場と合わせ1250台の駐車が可能である。

## 沿革
- 2008年11月13日 - グランドオープン。

## 主要テナント
- ノジマ
- ヨークマート
- ユニクロ
- GU
- ダイソー
- アカチャンホンポ

施設の紹介

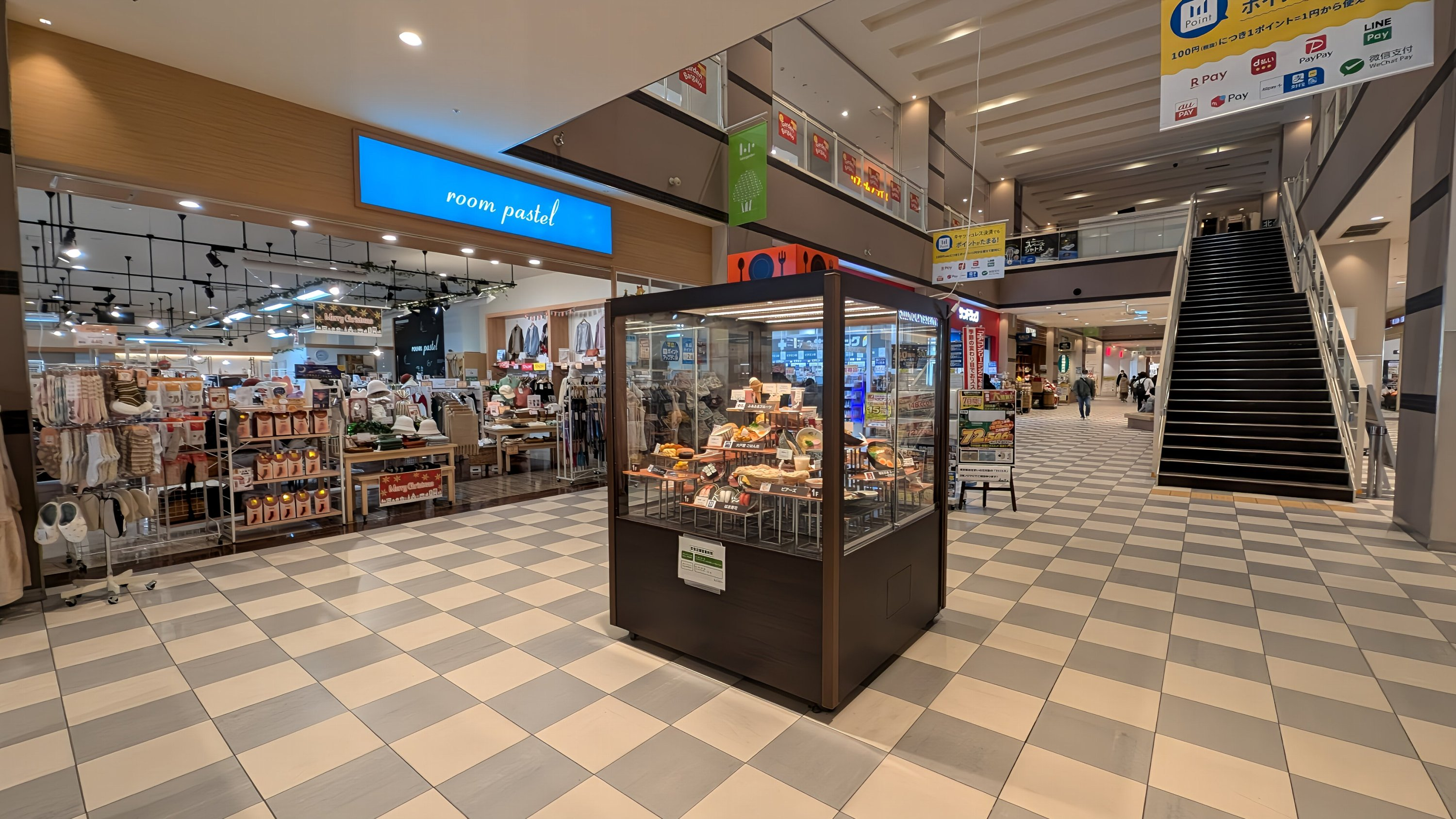
1F エントランス付近のメインストーリー
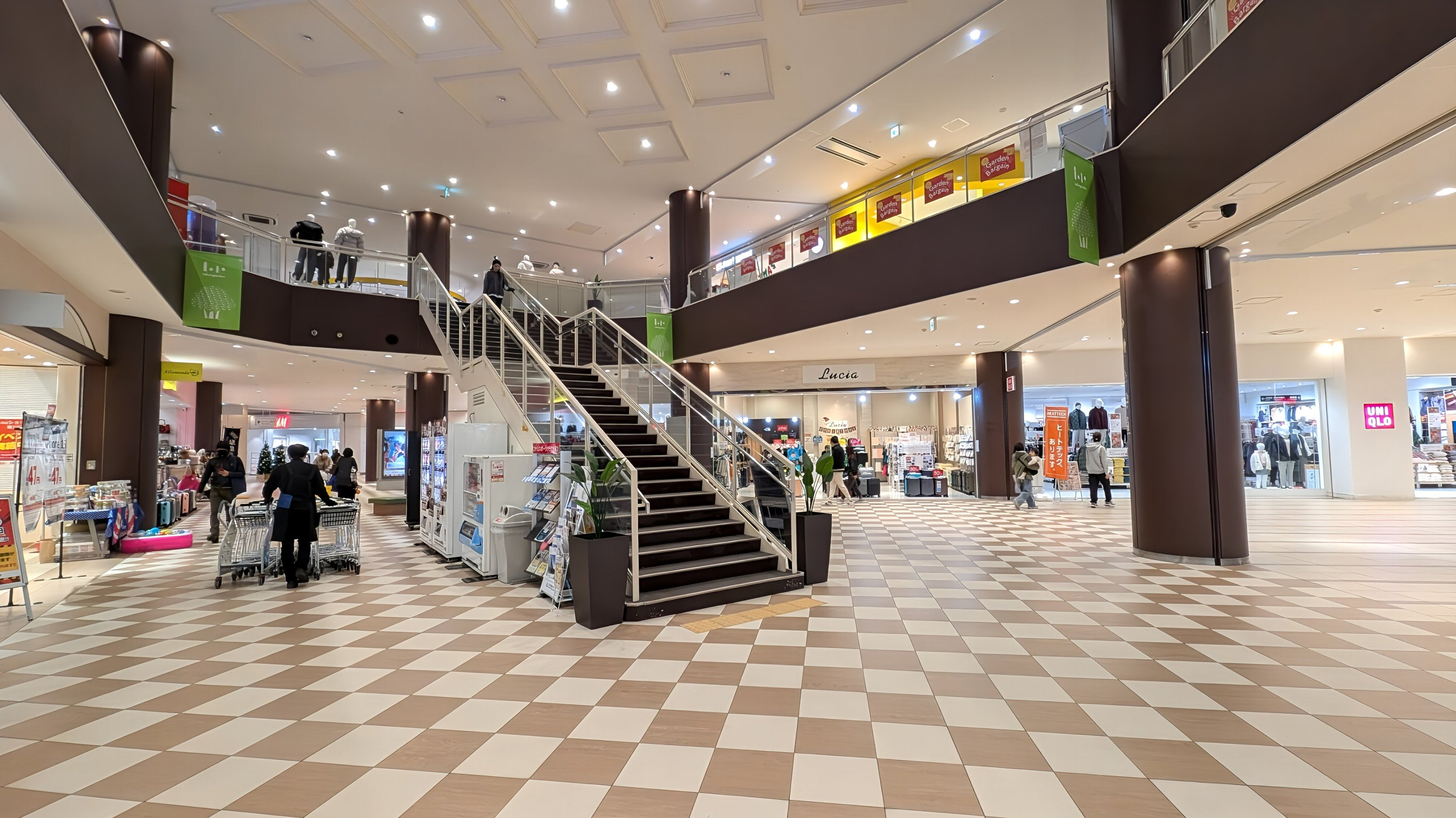
1F プラザの階段

## 川口市との洪水時における協定
令和4年10月31日、川口市と三井不動産(株)は、洪水発生の際、近隣住民等への避難場所の確保のため、「洪水時における一時緊急避難施設としての使用に関する協定」を締結した。
川口市域で洪水が発生し、又は発生するおそれがある際には、三井不動産(株)が管理するララガーデン川口の駐車場を、近隣住民等のための一時避難場所として使用するとともに、店舗で保有する備蓄食料等を避難者に対して供出するものとしている。